# Morgen wirst du gekillt, Johnny
Morgen wirst du gekillt, Johnny (Originaltitel: Rebel City) ist ein US-amerikanischer Western aus dem Jahr 1953 von Thomas Carr mit Wild Bill Elliott und Marjorie Lord in den Hauptrollen.

## Handlung
1864 kommt der Spieler Frank Graham in Junction City (Kansas) an, nachdem er erfahren hat, dass sein Vater Eli gestorben ist. Als er sich mit William, dem ehemaligen Assistenten seines Vaters, trifft, der jetzt für den Friseur Sam arbeitet, erzählt William, dass Eli sein Frachtgeschäft, einschließlich der Wagen, für den überraschend hohen Preis von 2.000 Dollar in der nahegelegenen Stadt Belfry verkauft hatte. Eli wurde hinterrücks erdolcht, als er entdeckte, dass das Geld gefälscht war, überlebte aber lange genug, um William zu erzählen, was passiert war. Frank ist nun entschlossen, herauszufinden, wer seinen Vater ermordet hat, und geht zu dem ehemaligen Lagerhaus, das von der Unionsarmee beschlagnahmt wurde, weil niemand den Besitz beanspruchte. Der Vorarbeiter Joe Spencer sagt Frank, dass er nicht wisse, wer jetzt Elis Wagen habe, und dass der stellvertretende Marshal der Unionsarmee, Captain Ramsey, alles von Belfry aus beaufsichtigt.
In Belfry unterbricht Frank eine Diskussion, in der sich Ramsey und Colonel Barnes über die Copperheads beschweren, eine Rebellenorganisation, die die Konföderiertenarmee unterstützt. Frank verlangt eine Untersuchung des Todes seines Vaters. Obwohl Ramsey verspricht, die notwendigen Unterlagen für eine Untersuchung einzureichen, besteht er darauf, dass sie zu beschäftigt sind, um sich sofort darum zu kümmern. Frank beginnt seine eigenen Ermittlungen und geht, nachdem er in einem Hotel eingecheckt hat, zur Belfry Freight Co., wo er die Miteigentümerin Jane Dudley befragt, die das Geschäft leitet, während ihr Bruder im Bürgerkrieg kämpft. Jane hat keine Informationen über Eli und deutet an, dass Frank, der sich von seinem Vater entfremdet hatte, einen schlechten Ruf hat. Auf Drängen von Ramsey lehnt Jane Franks Bitte um einen Job zunächst ab und beleidigt ihn, ändert dann aber ihre Meinung und stellt Frank als Fahrer ein. Zur gleichen Zeit erfährt der Handelsreisende Perry von Franks Anwesenheit und warnt mehrere Geschäftsleute in der Stadt, darunter Hardy, den Besitzer der Druckerei, Temple, den Besitzer der Acme Trading Co., und Spain, einen Juwelier. Frank fragt die Geschäftsleute, ob sie das Falschgeld erkennen, das William für ihn aufbewahrt hat, aber sie alle behaupten, die Scheine nicht zu erkennen. Als Frank bei einem Kartenspiel von einem Spieler namens Greeley eine gefälschte Banknote erhält, stellt er den Spieler zur Rede. Greeley schlägt ihm mit einer Flasche auf den Kopf und flieht. Spät in der Nacht sieht Frank, wie Greeley mit einem anderen Mann zu Pferd aus der Stadt reitet, und er folgt ihnen in die Berge, aber sie entkommen ihm. Zurück in der Stadt schleicht sich Frank in die Druckerei, findet jedoch keine Beweise für Geldfälschung und muss unter Beschuss fliehen, als Hardy und sein Angestellter Pete hereinkommen. Frank ist unverletzt und überlebt auch einen Messerangriff in seinem Hotelzimmer durch einen unbekannten Angreifer.
Am nächsten Tag verlässt Frank die Stadt, um seine erste Wagenladung für Jane auszuliefern, als er einen Mann sieht, von dem er glaubt, er sei Greeley. Frank irrt sich jedoch, und der Mann und seine drei Kumpanen erscheinen hinter Frank und schlagen ihn brutal zusammen. Als Frank aufwacht, sind seine Taschen leer und der Wagen fehlt. Obwohl ein anderer Angestellter ihr den Wagen zurückgegeben hat, tadelt Jane Frank und will ihn feuern, bis sie sieht, dass er blutet, und er ihr erzählt, dass die Angreifer die gefälschten Banknoten gestohlen haben. Während einer weiteren Lieferfahrt wird Frank an einem Inspektionskontrollpunkt der Unionsarmee angehalten und gezwungen, nach Belfry zurückzukehren und sich Ramsey und Barnes zu stellen, nachdem Armeeinspektoren Greeleys Leiche im Wagen finden. Jane verteidigt Frank, indem sie erklärt, er habe den Wagen eine Zeit lang unbeaufsichtigt gelassen, und so Barnes überzeugt, ihn in ihre Obhut zu geben. Spät in der Nacht nimmt Spain heimlich Kontakt mit Frank auf und identifiziert die Copperheads als die Geldfälscher, die mit den gefälschten Banknoten Waffen aus dem Norden kaufen und so die Wirtschaft des Nordens untergraben wollten. Spain gibt zu, dass er die Platten ursprünglich graviert hat, sich aber wegen Korruption aus der Organisation zurückgezogen hat und dass er nun vorhat, für Barnes eine Liste ihrer Mitglieder zu erstellen. Spain wird jedoch ermordet, als er in sein Geschäft zurückkehrt.
Am folgenden Tag versucht Frank, eine Ladung von Temple abzuholen, aber der weigert sich, mit Frank Geschäfte zu machen, weil er ihm misstraut. Frank kehrt mit Jane zurück, die Temple überzeugt, ihnen sein Geschäft zu überlassen, und Frank zu einer Lieferung und Abholung in Junction City begleitet. Während sie dort sind, fragt Frank Spencer nach Greeley, aber Spencer besteht darauf, dass er Greeley nicht gekannt hat. Nachdem Frank von Sam und William erfährt, dass Spencer und Greeley Freunde waren, kehrt Frank zum Lagerhaus zurück und konfrontiert Spencer, nachdem er auf dem Gelände einen der Wagen seines Vaters gefunden hat. Spencer schlägt Frank und schlägt weiter auf ihn ein, bis Jane einen Schuss in die Luft abfeuert. Der Schuss ruft den Sheriff herbei, woraufhin Spencer verrät, dass der Wagen Temples Firma gehört. Als Jane und Frank mit einer Ladung Glaswaren für Temple nach Belfry zurückkehren, werden sie von drei Reitern verfolgt. Als die Reiter auf den Wagen schießen, als sie sich dem Kontrollpunkt der Unionsarmee nähern, winken die Armeeinspektoren den Wagen durch und schießen zurück, woraufhin die Reiter fliehen. Frank, der den Verdacht hegt, dass die Verfolger sie jederzeit hätten angreifen können, hält den Wagen an und entdeckt, dass die Kisten Armeegewehre und keine Glaswaren enthalten. Nachdem sie die Kisten in einer abgelegenen Hütte geleert haben, kehren Jane und Frank getrennt in die Stadt zurück. Frank liefert die scheinbar gefüllten Kisten an Spencer ab und trifft sich mit Jane in ihrem Lagerhaus, nachdem er sie gebeten hat, Barnes für ein Treffen zu kontaktieren. Barnes hat jedoch Ramsey geschickt, den Frank beschuldigt, der geheime Anführer der Copperheads zu sein und die Unionsarmee als Tarnung zu benutzen. Wenige Augenblicke später trifft Franks Beweis in Gestalt von Temple und seinen Kumpanen ein, die verlangen, dass Ramsey ihre Gewehre findet. Als Barnes kurz darauf mit einigen Soldaten eintrifft, versucht Ramsey, ihn als Geisel zu nehmen und die Garnison zur Kapitulation zu zwingen. Nachdem Barnes Ramseys Verhaftung befiehlt, bricht eine Schießerei zwischen den gegnerischen Streitkräften aus. In dem darauffolgenden Chaos schleicht sich Frank davon und kommt durch die Vorderseite des Lagerhauses herein, wobei er Temple und seine Männer als Geiseln nimmt. Nachdem die Verhaftungen erfolgt sind, behandelt Jane Barnes‘ Schusswunde. Der Colonel dankt Frank für seine Hilfe und verspricht, ihm Elis Lagerhaus und Wagen zurückzugeben. Frank und Jane sind sich einig, dass sie eine Fusion in der Zukunft sehen.

## Hintergrund
Gedreht wurde der Film ab Ende November 1952 auf der Iverson Movie Ranch in Chatsworth.
Der Film beginnt mit einem Vorwort: „Im Jahr 1864 war Kansas zwar der Union treu ergeben, wurde aber von Sympathisanten der Konföderierten überrannt. Da beide Regierungen ein gewisses Maß an nichtmilitärischem Handel tolerierten, entwickelte sich Belfry, eine Torstadt zwischen dem Norden und dem Süden, zu einem blühenden Handelszentrum. Es wurde auch das Hauptquartier einer geheimen Organisation von Nordstaatlern, den Copperheads, die sich der Niederlage der Union verschrieben hatten. Sie glaubten, der Süden würde den Krieg gewinnen, und sie waren entschlossen, auf der Gewinnerseite zu stehen.“

## Veröffentlichung
Die Premiere des Films fand am 10. Mai 1953 statt. In der Bundesrepublik Deutschland kam er am 7. Dezember 1962 in die Kinos, in Österreich erst 1963.

## Kritiken
Das Lexikon des internationalen Films schrieb: „Durchschnittlicher B-Western (...). Der erste Teil wurde offenbar mit Schnipseln aus anderen Filmen gestreckt.“